# Датэ (род)
Род Датэ (яп. 伊達氏 Датэ-си / Идатэ-удзи) — самурайский род даймё, который контролировал северную часть Японии (район Тохоку) в конце шестнадцатого века в эпоху Эдо. В XVI веке род возглавлял Датэ Масамунэ, один из крупнейших политических лидеров тогдашней восточной Японии, являющийся основателем княжества Сендай и одноимённого города.

## История
Род Датэ появился в начале периода Камакура (1185—1333), основателем его был Иса Томомунэ. Своё название род получил от района Датэ (ныне префектура Фукусима) в провинции Муцу, который был пожалован Исе в 1189 году первым сёгуном периода Камакура, Минамото-но Ёритомо, за помощь в войне Тайра и Минамото.
В период Сэнгоку клан пытался объединить страну. Вместе с другими влиятельными семьями он делал все возможное, чтобы сохранить независимость и господство над своими землями. На севере страны род Датэ сопротивлялся вторжениям таких известных полководцев как Ода Нобунага, Тоётоми Хидэёси и Уэсуги Кэнсин.

## Фамильные гербы

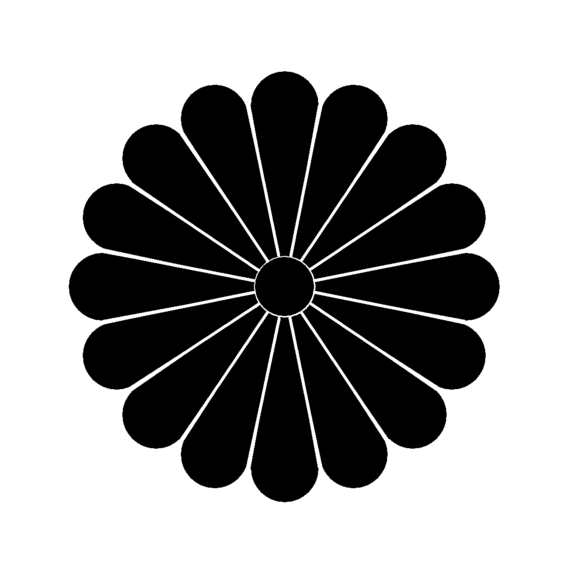